# Ԝ
La Ԝ, minuscolo ԝ, chiamata we, è una lettera dell'alfabeto cirillico. 
La lettera we viene utilizzata nella variante dell'alfabeto cirillico usato per la lingua curda in cui rappresenta la consonante approssimante labiodentale /ʋ/, ed in alcune varianti ortografiche cirilliche della lingua yaghnobī, dove rappresenta la consonante approssimante bilabiale /β̞/
| Lettera cirillica | Pronuncia IPA curdo | Pronuncia IPA yaghnobī |
| ----------------- | ------------------- | ---------------------- |
| Ԝ                 | /ʋ/                 | /β̞/, /β/, /u̯/          |